# 徳島県道246号仁賀木山瀬停車場線
徳島県道246号仁賀木山瀬停車場線（とくしまけんどう246ごう にかぎやませていしゃじょうせん）は、徳島県阿波市から吉野川市に至る一般県道である。

## 概要
阿波市市場町日開谷から吉野川市山川町西久保に至る。阿波市市場町側から入ると山あいの集落をたどる細道となる。なお、路線名は同じだが指定区間の起点は仁賀木の手前の奥日開谷に変更になっており、また吉野川を越える部分は指定区間から外れている。

### 路線データ
- 起点：阿波市市場町日開谷
- 終点：吉野川市山川町西久保（JR四国徳島線 山瀬駅前）
- 総延長：9.770 km（他に新道0.648 km）[1]

## 歴史
- 1954年（昭和29年）11月12日 - 徳島県道94号として認定。
- 1959年（昭和34年）1月31日 - 徳島県道105号として再認定。
- 1972年（昭和47年）3月10日 - 現在の路線番号で再認定。

## 路線状況

### 重複区間
- 香川県道・徳島県道2号津田川島線（阿波市市場町犬墓 - 阿波市市場町上喜来）
- 国道192号（吉野川市山川町堤内）

### 道路施設

#### 橋梁
- 松崎谷橋（松崎谷川、阿波市）

## 地理

### 通過する自治体
- 徳島県
  - 阿波市 - 吉野川市

### 交差する道路
| 交差する道路                                 | 市町村名 | 交差する場所 | 交差する場所     |
| -------------------------------------------- | -------- | ------------ | ---------------- |
| 香川県道・徳島県道2号津田川島線 重複区間起点 | 阿波市   | 市場町犬墓   |                  |
| 香川県道・徳島県道2号津田川島線 重複区間終点 | 阿波市   | 市場町上喜来 |                  |
| 徳島県道139号船戸切幡上板線                  | 阿波市   | 市場町大俣   |                  |
| 徳島県道12号鳴門池田線                       | 阿波市   | 阿波町谷島   |                  |
| 未供用区間                                   |          |              |                  |
| 国道192号 重複区間起点                       | 吉野川市 | 山川町堤内   |                  |
| 国道192号 重複区間終点                       | 吉野川市 | 山川町堤内   | 山川町堤内交差点 |
| 徳島県道244号山川川島線                      | 吉野川市 | 山川町西久保 |                  |

### 沿線
- 阿波市立大俣小学校
- 吉野川
- JR四国徳島線 山瀬駅